# Norman Pritchard
Norman Pritchard (Norman Gilbert Pritchard, späterer Künstlername Norman Trevor; * 23. Juni 1875 in Kolkata, Indien; † 31. Oktober 1929 in Norwalk (Kalifornien), USA) war ein Leichtathlet und Medaillengewinner bei Olympischen Spielen, der hieran nach offizieller Auffassung für sein Geburtsland Indien teilnahm. In späteren Jahren agierte er unter dem Namen Norman Trevor als Filmschauspieler.

## Leben
Pritchard war britischer Abstammung und der Sohn von Helen Maynard Pritchard und George Peterson Pritchard, der als Buchprüfer für Handelsunternehmen tätig war. Norman Pritchard studierte am St. Xavier’s College in Kolkata und arbeitete danach einige Zeit als Gehilfe in einem Handelsunternehmen für Jutewaren.
Seine sportliche Leidenschaft galt dem Fußballspiel. In einem Spiel seiner Collegemannschaft 1897 erzielte er den ersten Hattrick bei einem Fußballturnier in Indien. Sein sportliches Talent lag allerdings beim Laufen auf den Sprintstrecken. Von 1894 bis 1900 wurde er ununterbrochen bengalischer Meister über 100 Yards, wobei ihm 1898 mit 10,0 Sekunden ein bengalischer Rekord gelang.
Seine Leistungen fanden auch im fernen England Beachtung. Einen Besuch von Pritchard im Land seiner Vorfahren kurz vor den Olympischen Sommerspielen 1900 in Paris benutzte der exklusive London Athletic Club dazu, ihn als Mitglied aufzunehmen. In den folgenden Tagen und Wochen nahm er an verschiedenen Laufveranstaltungen des Clubs teil, wobei er verschiedene Siege errang, so über 100 Yards und im Hürdenlauf über 120 Yards, in dem er den britischen Meister von 1897 besiegen konnte.
Nur eine Woche vor Beginn der leichtathletischen Wettbewerbe bei den Spielen in Paris fanden die Meisterschaften der Amateur Athletics Association (AAA) statt, die mit den britischen Meisterschaften gleichgesetzt werden konnten. Hieran nahmen auch mehrere Athleten aus den USA teil, die auf dem Weg nach Paris in England einen Zwischenaufenthalt einlegten. Pritchard belegte im Lauf über 120 Yards Hürden hinter Alvin Kraenzlein den zweiten Platz. Die Meisterschaften dienten den Offiziellen der AAA dazu, die Athleten zu benennen, die für ihren Verband nach Paris reisen sollten. Auch Pritchard wurde ausgewählt.
Hieran entzündete sich nun ein späterer Meinungsstreit über Pritchards nationale Zugehörigkeit bei den Olympischen Spielen. Hintergrund hierfür ist der Umstand, dass bei den frühen Olympischen Spielen die Sportler als Teilnehmer eines Vereins oder eines Verbandes angesehen wurden, welche in der Regel bei internationalen Wettbewerben das jeweilige Land vertraten, in dem der Verein oder Verband ansässig war. Die Berufung von Pritchard durch die AAA, der zudem Bürger des Britischen Empires war, veranlasste namhafte Sporthistoriker zu der Annahme, dass er an den Olympischen Spielen 1900 als Brite teilgenommen habe.
Pritchard war jedoch auch Mitglied des Bengal Presidency Athletic Club seiner indischen Heimatstadt Kolkata. Es ist ungeklärt, ob seine Reise nach Europa 1900 mit einer Entsendung zu den Olympischen Spielen im Zusammenhang stand. Das Internationale Olympische Komitee (IOC) führt Norman Pritchard jedenfalls als ersten indischen Sportler bei Olympischen Spielen und ersten Medaillengewinner dieses Landes und von Asien.
Pritchard nahm bei den Olympischen Spielen in Paris an 5 Wettbewerben teil, im 60-Meter-Lauf, im 100-Meter-Lauf, im 200-Meter-Lauf, im 110-Meter-Hürdenlauf und im 200-Meter-Hürdenlauf. Er erreichte drei Finalläufe und konnte zweimal den zweiten Platz belegen. Im dritten Finale über 110 m Hürden musste er aufgeben und erreichte nicht das Ziel.
Platzierungen bei Olympischen Spielen:
- II. Olympische Sommerspiele 1900, Paris
  - 200 m – Silber mit 22,8 s (Gold an Walter Tewksbury aus den USA mit 22,2 s; Bronze an Stan Rowley aus Australien mit 22,9 s)
  - 200 m Hürden – Silber mit 22,8 s (Gold an Alvin Kraenzlein aus den USA mit 22,2 s; Bronze an Stan Rowley aus Australien mit 22,9 s)
  - 60 m – im Vorlauf ausgeschieden (Gold an Alvin Kraenzlein aus den USA mit 7,0 s)
  - 100 m – im Hoffnungslauf ausgeschieden (Gold an Frank Jarvis aus den USA mit 11,0 s)
  - 110 m Hürden – im Finale aufgegeben (Gold an Alvin Kraenzlein aus den USA mit 15,4 s)

Anmerkung: Mit Ausnahme der Zeiten des jeweiligen Siegers sind die Laufzeiten geschätzt, da es für die Platzierten keine Zeitmessung gab. Bei ihnen wurde der Rückstand auf den Sieger oder Vorplatzierten mit einer Längenangabe geschätzt.

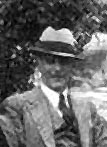
Norman Trevor 1927 am Filmset zu Sorrell and Son

Im Anschluss an die Spiele von Paris kehrte er nach Indien zurück. Hier widmete er sich wieder dem Fußball und bekleidete den Posten eines Schriftführers bei der Indischen Fußballvereinigung Indian Football Association. 1906 reiste er erneut nach England, wo er sich wieder dem London Athletic Club anschloss.
Nach 1908 ist der Name von Norman Pritchard nicht mehr dokumentiert. Nachforschungen indischer Biografen kommen zu dem Schluss, dass Pritchard in die USA übersiedelte und dort unter dem Namen Norman Trevor eine Karriere als Theaterkünstler und Filmschauspieler begann. Norman Trevor spielte 1917 am 39th Street Theater in New York City und spielte zwischen 1915 und 1929 in mindestens 28 Filmen mit, vornehmlich als Nebendarsteller. Damit wäre Norman Pritchard der erste Olympiateilnehmer in einer Reihe von erfolgreichen Sportlern, die von der Sportbühne zur Showbühne wechselten.
Pritchard alias Norman Trevor starb mit 54 Jahren an einer Hirnerkrankung.